# Nokia 101
Nokia 101 – klasyczny telefon komórkowy wprowadzony w sierpniu 2011, charakteryzujący się maksymalnym czasem czuwania do 25 dni. Jest to bliźniaczy model Nokii 100, od której różni się obsługą Dual SIM, gniazdem microSD i odtwarzaczem.

## Funkcje dodatkowe
- Radio FM
- Latarka
- Gry
- 20 kolorowych motywów
- Polifonia 32 głosy
- Zegar mówiący
- Stoper
- Alarm
- Kalkulator
- Przelicznik walut
- Organizer
- Kalendarz
- Dual SIM
- Odtwarzacz MP3